# تجريف البيانات
تجريف البيانات (بالإنجليزية: Data scrapping)‏ هي تقنية في الحوسبة. وهي أن يستخرج البرنامج البيانات التي يستطيع البشر قِراءتها من برنامج أخر. مثال ذلك استخراج البيانات من إحدي مواقع الإنترنت وحفظها في صيغة أخرى.